# Tuira
Tuira – rzeka w prowincji Darién, we wschodniej Panamie. Wpływa do Zatoki San Miguel, przepływa przez ośrodek administracyjny prowincji – La Palmę.
Jest to największa rzeka w Panamie, natomiast jeden z jej dopływów – Chucunaque jest najdłuższą rzeką w tym kraju.